# Équipe de France de football en 1931
Chronologie
Saison précédente Saison suivante
L'équipe de France joue cinq matches en 1931 pour deux victoires et trois défaites. 
C'est la première fois depuis la fin de la Première Guerre mondiale, que la France affronte l'Allemagne. À cette occasion la foule est très nombreuse : 40 000 spectateurs. 
Première victoire de l'équipe de France de football contre une équipe d'Angleterre professionnelle devant 35 000 spectateurs. À noter aussi que pour la première fois deux équipes échangent les maillots à la fin d'un match (une chemisette de soie pour les Anglais !).
Raoul Diagne est le premier joueur noir à évoluer en équipe de France.

## Les matchs
| Date             | Stade                                           | Adversaire      | Score | Comp | Buteurs français                                                    |
| 25 janvier 1931  | Stadio Littoriale Bologne, Italie               | Italie          | D 0-5 | A    | -                                                                   |
| 15 février 1931  | Stade olympique Yves-du-Manoir Colombes, France | Tchécoslovaquie | D 1-2 | A    | Langiller (23epen)                                                  |
| 15 mars 1931     | Stade olympique Yves-du-Manoir Colombes, France | Allemagne       | V 1-0 | A    | Münzenberg (15ecsc)                                                 |
| 14 mai 1931      | Stade olympique Yves-du-Manoir Colombes, France | Angleterre      | V 5-2 | A    | Laurent (15e), Mercier (18e & 76e), Langiller (29e) & Delfour (57e) |
| 29 novembre 1931 | Stade olympique Yves-du-Manoir Colombes, France | Pays-Bas        | D 3-4 | A    | Mercier (7e) & Veinante (53e & 68e)                                 |

A : match amical.

## Les joueurs
| Joueurs                                                            |    |    |     |    |    |
| Gardiens de but                                                    |    |    |     |    |    |
| Alexis Thépot (Red Star Olympique)                                 | 90 | 90 | 90  | 90 | 90 |
| Défenseurs                                                         |    |    |     |    |    |
| Étienne Mattler (FC Sochaux)                                       | 90 | 90 | 90  | 90 | 90 |
| Marcel Capelle (Racing Club de France) (dernières sélections)      | 90 |    |     | 90 |    |
| Manuel Anatol (Racing Club de France)                              |    | 90 | 90  |    |    |
| André Chardar (FC Sète) (4esélection)                              |    |    |     |    | 90 |
| Milieux                                                            |    |    |     |    |    |
| Louis Finot (CA Paris)                                             | 90 | 90 | 90  | 90 | 90 |
| Célestin Delmer (Amiens AC)                                        | 90 | 90 |     |    |    |
| Augustin Chantrel (CASG Paris) (13esélection)                      | 90 |    |     |    |    |
| Raoul Diagne (Racing Club de France) (1resélection)                |    | 90 |     |    |    |
| Pierre Hornus (SO Montpellier) (uniques sélections)                |    |    | 90  | 90 | 90 |
| Joseph Kaucsar (Stade raphaëlois/ SO Montpellier) (1resélection)   |    |    | 90  | 90 | 90 |
| Attaquants                                                         |    |    |     |    |    |
| Edmond Delfour (Racing Club de France)                             | 90 | 90 | 90  | 90 |    |
| Henri Pavillard (Stade français)                                   | 90 | 90 |     |    |    |
| Pierre Korb (FC Mulhouse)                                          | 90 |    | r50 |    |    |
| Ernest Libérati (Amiens AC)                                        | 90 |    |     | 90 |    |
| Joseph Alcazar (Olympique de Marseille) (1resélection)             | 90 |    |     |    |    |
| Marcel Langiller (Excelsior AC)                                    |    | 90 | 90  | 90 | 90 |
| Paul Nicolas (Amiens AC) (35eet dernière sélection)                |    | 90 |     |    |    |
| Raymond Durand (Olympique de Marseille) (1reet dernière sélection) |    | 90 |     |    |    |
| Lucien Laurent (FC Sochaux)                                        |    |    | 36  | 90 | 90 |
| Roger Rolhion (SO Montpellier) (1resélection)                      |    |    | 90  |    |    |
| Jules Monsallier (Red Star Olympique) (2dsélection)                |    |    | 90  |    |    |
| Robert Mercier (Club français) (1resélection)                      |    |    |     | 90 | 90 |
| Émile Veinante (Racing Club de France) (5esélection)               |    |    |     |    | 90 |
| Marcel Kauffmann (FC Mulhouse) (4esélection)                       |    |    |     |    | 90 |